# Oddvar Einarson
Oddvar Einarson (ur. 7 lutego 1949) – norweski reżyser filmowy. Zadebiutował krótkim filmem Time i nyttelære i od tego czasu wyreżyserował kilka filmów, z których najbardziej znane to: Kampen om Mardøla (reprezenujący Norwegię na 8. Biennale Młodych w Paryżu), Prognose Innerdalen, X, Karachi i Havet stiger (nakręcony w Warszawie).

## Filmografia (wybór)
- Time i nyttelære (1967)
- Kampen om Mardøla (1972)
- Prognose Innerdalen (1981)
- X (1986)
- Karachi (1988)
- Havet stiger (1990)
- Vårt daglige brød (1992)
- Pust på meg (1996)

## Nagrody
- 1986 – Nagroda specjalna jury Międzynarodowego Festiwalu Filmowego w Wenecji[3] za X
- 1987 – Nagroda Amanda za najlepszy film norweski X